# Katekyo Hitman Reborn!
Katekyō Hitman Reborn! (家庭教師ヒットマンREBORN! Kateikyōshi Hittoman Ribōn!) ((Oversat: Hjemmelærer Hitman Reborn) på engelsk blot "Reborn!") er en japansk manga skrevet og illustreret af Akira Amano.
Serien handler om drengen Tsunayoshi Sawada, (ofte bare kaldt Tsuna) der er blevet udvalgt til at blive den tiende leder af mafiafamilien "Vongola". Derfor får han en hjemmelærer, der hedder Reborn. Han skal lære ham at blive en god mafiaboss. Han bliver venner med dynamiteksperten Hayato Gokudera og baseballspilleren Takeshi Yamamoto.

## Anime

### Sæson 1
| Oversat Titel                                           | Japansk Titel                        | # afsnit |
| ------------------------------------------------------- | ------------------------------------ | -------- |
| Hvad!? Jeg er Den Tiende Generations Mafia Boss!?       | Ē!? Ore ga Mafia no 10 daime!?       | 1        |
| Slut Med Skolen!?                                       | Ji Endo obu Gakkō!?                  | 2        |
| Shockerende! Madlavning med Mad og Gys!                 | Dengeki! Ai to Kyōfu no Kukkingu!    | 3        |
| Hahi! Ødelæg Pigers Hjerter!                            | Hahi! Otomegokoro wa Desutoroi!      | 4        |
| Disciplin Komiteen's Direktør's Måde at Undgå Kedsomhed | Fūki Iinchō no Taikutsu Shinogi      | 5        |
| Ni-Hao Gyoza Næve!                                      | Nī Hao Gyōza Ken!                    | 6        |
| Grænsen! Lidenskabelig Bror!                            | Kyokugen! Moeru Oniichan!            | 7        |
| Senior Bossen Tænker på hans Familie                    | Senpai Bosu wa Famirī Omoi           | 8        |
| Kort Liv's Kranie Syge                                  | Inochi Mijikashi Dokuro-byō          | 9        |
| Gahaha! Den Exploderende Madkasse                       | Gahaha! Bakuhatsu suru Bentōbako!    | 10       |
| Bollen af Kærlighed og Død                              | Ai to Shi no Gyōza-man!?             | 11       |
| Tranings Læren! Styrke Programmet                       | Shi no Kunren! Kyōka Puroguramu      | 12       |
| Nyt År! Spillet om 100,000,000 Yen!                     | Shinshun! Ichiōku-en no Daishōbu!    | 13       |
| Første Date!? Helvedes Zoo                              | Hatsu Dēto!? Jigoku no Dōbutsuen     | 14       |
| Overlevelses Sneboldkamp                                | Sabaibaru Yukigassen                 | 15       |
| Flygt fra Dødets Bjerg                                  | Shi no Yama o Dasshutsu seyo!        | 16       |
| Vær Stille Når du er på Hospitalet                      | Nyūin Saki de wa Oto o Kese          | 17       |
| Forgiftet Kærligheds Chokolade                          | Ai no Choko ni wa Doku ga Aru        | 18       |
| 100 ud af 100? Han Kan Lave en Rangordning Over Alt     | Hyappatsu Hyakuchū? Nandemo Rankingu | 19       |
| Et Brat Angreb                                          | Totsuzen no Shūgeki                  | 20       |
| Beskadiget Venner                                       | Kizutsuku Tomo-tachi                 | 21       |
| Den Uventede Demoniske Lederen                          | Yokisenu Mashu                       | 22       |
| Den Sidst "Døende's Vilje" Kugle                        | Saigo no Shinuki-dan                 | 23       |
| Alle's Modangreb                                        | Sorezore no Hangeki                  | 24       |
| Jeg Vil Vinde! Øjeblikkelig Opvågning                   | Kachitai! Mezame no Shunkan          | 25       |
| Enden og Der Fra                                        | Owari to Sore kara                   | 26       |
| Spis Sushi For At Fejre Forfremmelse                    | Shinkyū Iwai de Sushi Kutte          | 27       |
| Det er en Løgn! Dræbte Vi?                              | Uso! Ore ga Koroshita-no?            | 28       |
| Min Kæreste er en Broccoli?                             | Koibito wa Burokkorī?                | 29       |
| Gemmeleg på et Krydstogtskib                            | Gōka Kyakusen de Kakurenbo           | 30       |
| Velkommen til Mafie Ø'en                                | Oidemase Mafia Rando                 | 31       |
| En Haj i Fællesbadet                                    | Shimin Pūru ni Same ga Deta          | 32       |
| En Sommer Fuld af Gæld                                  | Shakkin Mamire no Natsu-yasumi?      | 33       |

### Sæson 2 & 3 – Mod Varia
| Oversat Titel                           | Japansk Titel                | # afsnit |
| --------------------------------------- | ---------------------------- | -------- |
| Varia Kommer                            | Variā Kuru                   | 34       |
| De 7 Vongola Ringe                      | Vongore Ringu Nanatsu        | 35       |
| Hjemmelærer, Flydt Ud                   | Katekyō, Ugoku               | 36       |
| Lærer og Student Kombination, Samlet    | Shitei Konbi, Sorou          | 37       |
| Det Selviske Barn's Forsvinden          | Wagamama Koushi no Shissō    | 38       |
| De Usynlige Fjenders Mål Er?            | Miezaru Teki no Mokuteki wa  | 39       |
| Ring Kampen, Start!                     | Ring Sōdatsusen, Kaishi!     | 40       |
| Sol Vogteren's Følelser                 | Hare no Shugosha no Omoi     | 41       |
| Kraften til at Komme Sig Over Modgangen | Gyakkyō o Hanekaesu Chikara  | 42       |
| Thorden Slag fra 20 År Senere           | 20 nen go no Raigeki         | 43       |
| Den Stjålne Himmel Ring                 | Ubawareta Ōzora no Ringu     | 44       |
| Rasende Bølger fra Storm Kampen         | Dotō no Arashisen            | 45       |
| Grunden til at Kæmpe                    | Tatakau Riyū                 | 46       |
| Den Stærkeste, Uovervindelig Sværd Stil | Saikyō Muteki no Ryūha       | 47       |
| Hvor Kampen Fører Hen                   | Shōbu no Yukue               | 48       |
| Påkrævende Regn                         | Rekuiemu no Ame              | 49       |
| Tågens Vogter Andkommer!?               | Kiri no Shugosha, Kuru!?     | 50       |
| Illusion Mod Illusion                   | Genjutsu vs Genjutsu         | 51       |
| Sandheden om Tågen                      | Kiri no Shinjitsu            | 52       |
| En Smag af Angst                        | Ichimatsu no Fuan            | 53       |
| Sky Vogteren Oplader                    | Kumo no Shugosha no Bōsō     | 54       |
| Beslutningen                            | Ketsui                       | 55       |
| Gokudera's Historie                     | Gokudera no Hanashi          | 56       |
| Himmel Kampen, Begynder!                | Ōzora-sen, Hajimaru !        | 57       |
| Flammer af Vrede                        | Funnu no Honō                | 58       |
| Afløser Alle                            | Engo suru Mono-tachi         | 59       |
| Døende Vilje Nul Punkts Gennembrud      | Shinuki no Zero Chiten Toppa | 60       |
| Nul Punkts Gennembrud - Revideret       | Nul Punkt Gennembrud         | 61       |
| Overenskomstforhandlinger               | Kakehiki                     | 62       |
| Frysende Flamme                         | Kōritsuku Honō               | 63       |
| Sandheden om Angsten                    | Ikari no Shinsō              | 64       |
| Konklusion!                             | Ketchaku!                    | 65       |

| Anime eller manga | Spire Denne artikel om en anime og/eller manga er en spire som bør udbygges. Du er velkommen til at hjælpe Wikipedia ved at udvide den. |